# Тёсокабэ (род)
Род Тёсокабэ (яп. 長宗我部氏 тёсокабэ-си) — японский самурайский род периода средневековья. Известен также как «Тёсокамэ».

## История
Род Тёсокабэ был тесно связан с провинцией Тоса (современная префектура Коти) на острове Сикоку. Первоначально род Тёсокабэ признавал вассальную зависимость от родов Хосокава, Миёси и Итидзё.
В течение XVI века семь самурайских родов (Мотояма, Аки, Итидзё, Кира, Цуно, Коса и Тёсокабэ) вели междоусобную борьбу между собой. В 1508 году Тёсокабэ Канэцугу был убит родом Мотояма. При поддержке рода Итидзё его сын Тёсокабэ Кунитика (1504—1560) стал новым главой рода Тёсокабэ и утвердился в провинции Тоса. В 1560 году с помощью рода Итидзё Тёсокабэ Кунитика разгромил род Мотояма.
В 1560 году после смерти Кунитики его старший сын Тёсокабэ Мототика (1539—1599) унаследовал его владения и продолжил борьбу за объединение острова Сикоку под своей властью. В 1574 году он свергнул род Итидзё и аннексировал их владения. В 1575 году после битвы при Ватаригаве Мототика подчинил своей власти остальную часть провинции Тоса. Позднее он уничтожил рода Цуно и Коса. В течение последующих десяти лет он подчинил своей власти практически весь остров Сикоку.
В 1585 года японский правитель Тоётоми Хидэёси во главе огромной армии (около 100 тыс. чел.) вторгся на остров Сикоку. Тёсокабэ Мототика не смог сопротивляться превосходящим силам противника, капитулировал и признал себя вассалом Хидэёси. Тоётоми Хидэёси отобрал у рода Тёсокабэ провинции Ава, Иё и Сануки, но Мототика сохранил за собой родовую провинцию Тоса.
В 1587 году Тёсокабэ Мототика вместе со своим сыном Нобутика участвовал в военной кампании Тоётоми Хидэёси на остров Кюсю, во время которой Нобутика умер. В 1590 году Мототика во главе морского флота принял участия в осаде Хидэёси замка Одавара. В 1592 году участвовал во вторжении японской армии в Корею.
В 1599 году после смерти Тёсокабэ Мототика новым главой рода стал его четвёртый сын Моритика (1575—1615). В 1600 году Тёсокабэ Моритика, будучи вассалом Тоётоми Хидэёри, выступил на стороне Исиды Мицунари против Токугава Иэясу. В 1600 году после победы Токугава Иэясу в битве при Сэкигахара Тёсокабэ Моритика был лишен своих владений в провинции Тоса, которые отошли роду Ямаути.
В 1614—1615 годах Моритика сражался на стороне Тоётоми Хидэёри против сёгуната Токугава. В мае 1615 года после поражения Тоётоми Хидэёри в осакской кампании и его последующей капитуляции Тёсокабэ Моритика и его сыновья были казнены. Род Тёсокабэ прекратил своё существование.

## Видные представители
- Тёсокабэ Кунитика (1504—1560), 20-й глава рода Тёсокабэ (1518—1560)
- Тёсокабэ Мототика (1539—1599), 21-й глава рода (1560—1599)
- Тёсокабэ Моритика (1575—1615), 22-й (последний) глава рода Тёсокабэ (1599—1615)